# Саут-Парк (Вайоминг)
Саут-Парк (англ. South Park) — статистически обособленная местность, расположенная в округе Титон (штат Вайоминг, США) с населением в 864 человека по статистическим данным переписи 2000 года.

## География
По данным Бюро переписи населения США, статистически обособленная местность Саут-Парк имеет общую площадь в 29,53 квадратных километров, водных ресурсов в черте населённого пункта не имеется.
Статистически обособленная местность Саут-Парк расположена на высоте 1846 метров над уровнем моря.

## Демография
По данным переписи населения 2000 года, в Саут-Парке проживало 864 человека, 234 семьи, насчитывалось 350 домашних хозяйств и 392 жилых дома. Средняя плотность населения составляла около 29,3 человека на один квадратный километр. Расовый состав Саут-Парка по данным переписи распределился следующим образом: 97,57 % белых, 0,12 % — коренных американцев, 0,12 % — выходцев с тихоокеанских островов, 2,08 % — представителей смешанных рас, 0,12 % — других народностей. Испаноговорящие составили 0,69 % от всех жителей статистически обособленной местности.
Из 350 домашних хозяйств в 32,3 % — воспитывали детей в возрасте до 18 лет, 58,3 % представляли собой совместно проживающие супружеские пары, в 6,9 % семей женщины проживали без мужей, 32,9 % не имели семей. 20,0 % от общего числа семей на момент переписи жили самостоятельно, при этом 3,1 % составили одинокие пожилые люди в возрасте 65 лет и старше. Средний размер домашнего хозяйства составил 2,47 человек, а средний размер семьи — 2,91 человек.
Население статистически обособленной местности по возрастному диапазону по данным переписи 2000 года распределилось следующим образом: 24,1 % — жители младше 18 лет, 4,5 % — между 18 и 24 годами, 33,6 % — от 25 до 44 лет, 31,9 % — от 45 до 64 лет и 5,9 % — в возрасте 65 лет и старше. Средний возраст жителей составил 38 лет. На каждые 100 женщин в Саут-Парке приходилось 100,0 мужчин, при этом на каждые сто женщин 18 лет и старше приходилось 102,5 мужчин также старше 18 лет.
Средний доход на одно домашнее хозяйство в статистически обособленной местности составил 63 864 доллара США, а средний доход на одну семью — 70 625 долларов. При этом мужчины имели средний доход в 42 837 долларов США в год против 33 836 долларов среднегодового дохода у женщин. Доход на душу населения в статистически обособленной местности составил 32 458 долларов в год. 4,6 % от всего числа семей в округе и 3,6 % от всей численности населения находилось на момент переписи населения за чертой бедности, при этом из них были моложе 18 лет и 22,2 % — в возрасте 65 лет и старше.